# Psophodes olivaceus
L'uccello frustino orientale (Psophodes olivaceus (Latham, 1801)) è un uccello passeriforme della famiglia degli Psophodidae.

## Etimologia
Il nome scientifico della specie, olivaceus, deriva dal latino ed è un riferimento alla livrea di questi uccelli: il nome comune di "uccello frustino" è invece legato al loro caratteristico richiamo.

## Descrizione

### Dimensioni
Misura 25–30 cm di lunghezza, per 48-75 g di peso: a parità d'età, i maschi sono più grossi delle femmine anche di un terzo.

### Aspetto

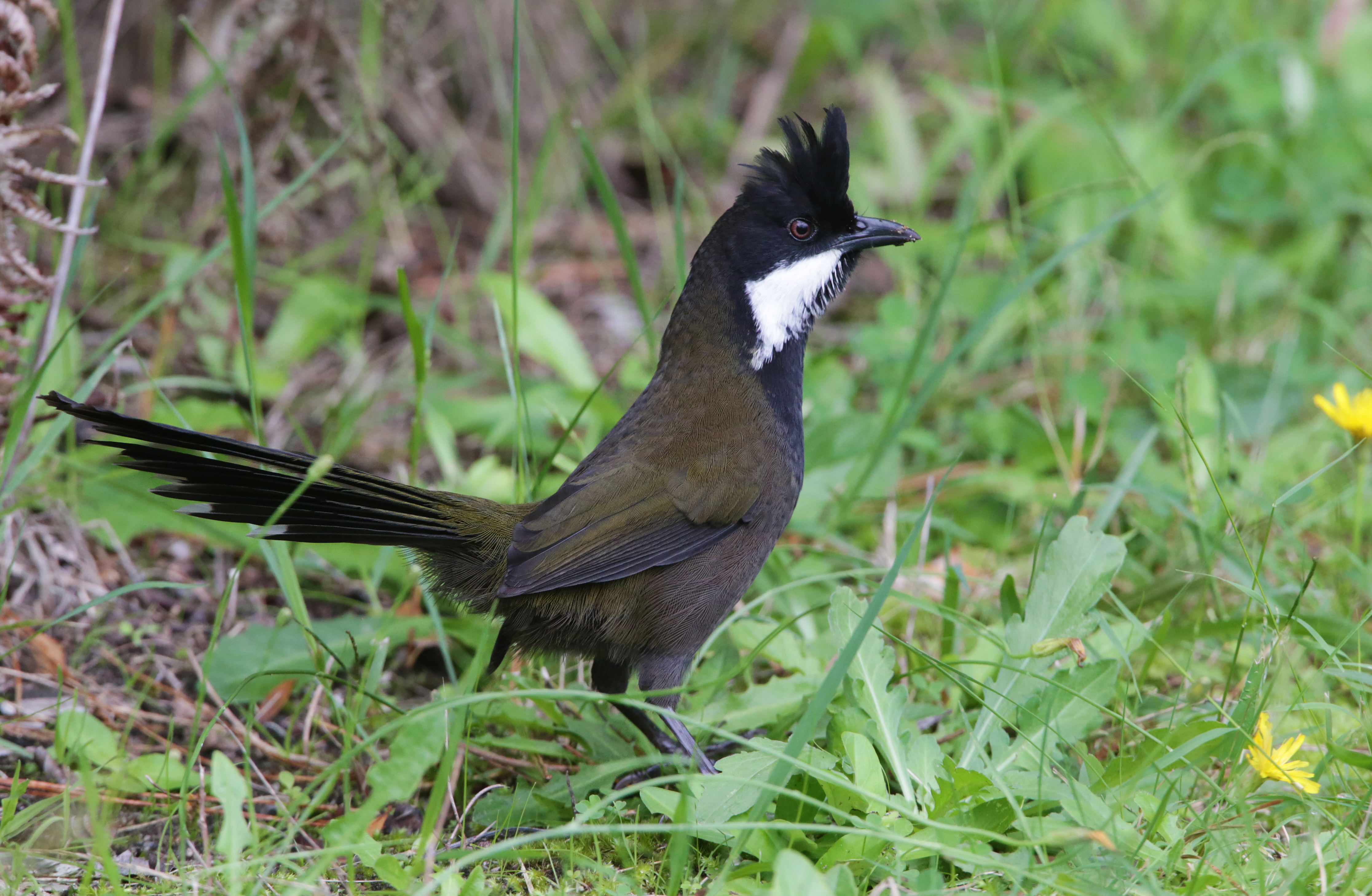
Maschio in natura.

Si tratta di uccelli simili a storni, dall'aspetto robusto, muniti di testa arrotondata con un caratteristico ciuffo triangolare di piume erettili sulla fronte, becco sottile e conico, ali arrotondate, zampe forti e allungate e coda lunga e dalla punta cuneiforme.
Il piumaggio, come intuibile dal nome scientifico, è di color verde oliva su nuca, dorso, ali (ad eccezione delle remiganti primarie, che sono nere), codione e sottocoda, che sfuma nel grigio-olivastro con sfumature color cannella su parte inferiore del petto e ventre (che centralmente presentano una fila di penne bianche): testa, gola, parte superiore del petto e coda sono di colore nero lucido, con presenza di due vistosi mustacchi bianchi che, partendo dalla mandibola inferiore, proseguono obliquamente verso il basso fino ai lati del collo.

Tali mustacchi sono completamente assenti nella femmina, che inoltre presenta colorazione più sobria, con aree nere ridotte e tendenti al grigio-nerastro: il dimorfismo sessuale è perciò ben evidente.
In ambedue i sessi, becco e zampe sono di colore nerastro, mentre gli occhi sono di colore bruno-ambrato.

## Biologia

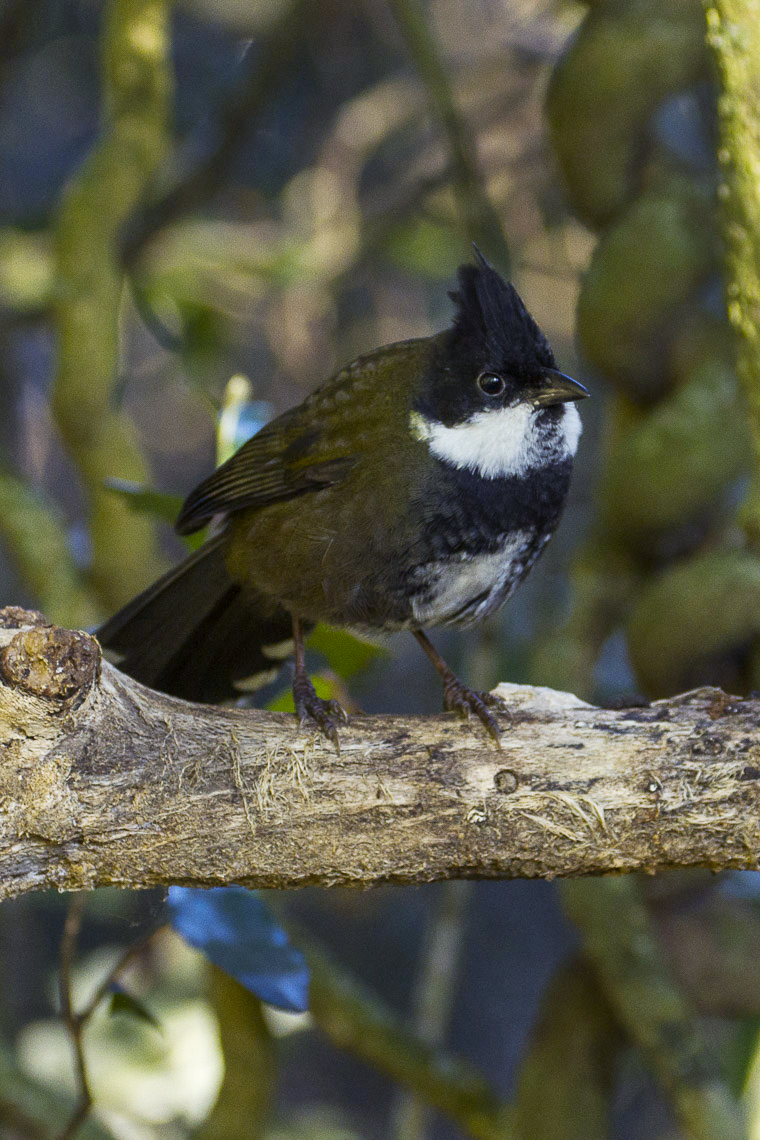
Esemplare nel Queensland.

Si tratta di uccelli durni, che vivono da soli o in coppie, muovendosi in un territorio ben definito: l'uccello frustino orientale, pur essendo in grado di volare (sebbene non possa essere considerato un volatore provetto), tende a passare la maggior parte della giornata al suolo o fra i rami bassi dei cespugli.
Il richiamo di questi uccelli è molto caratteristico, e ad esso è legato il loro nome comune: tale richiamo si compone infatti di una prima nota lunga, bassa e fischiata, seguita da un improvviso aumento di tonalità che ricorda lo schiocco di una frusta. Il richiamo dell'uccello frustino orientale è più facile da udire alle prime ore del mattino o al tramonto (spesso con le coppie che duettano), mentre durante il resto della giornata questi uccelli sono perlopiù silenti: mentre nei maschi (che sono sempre i primi a cominciare i duetti) il richiamo è molto conservativo, le femmine sembrerebbero mostrare un certo grado di variabilità locale.

### Alimentazione

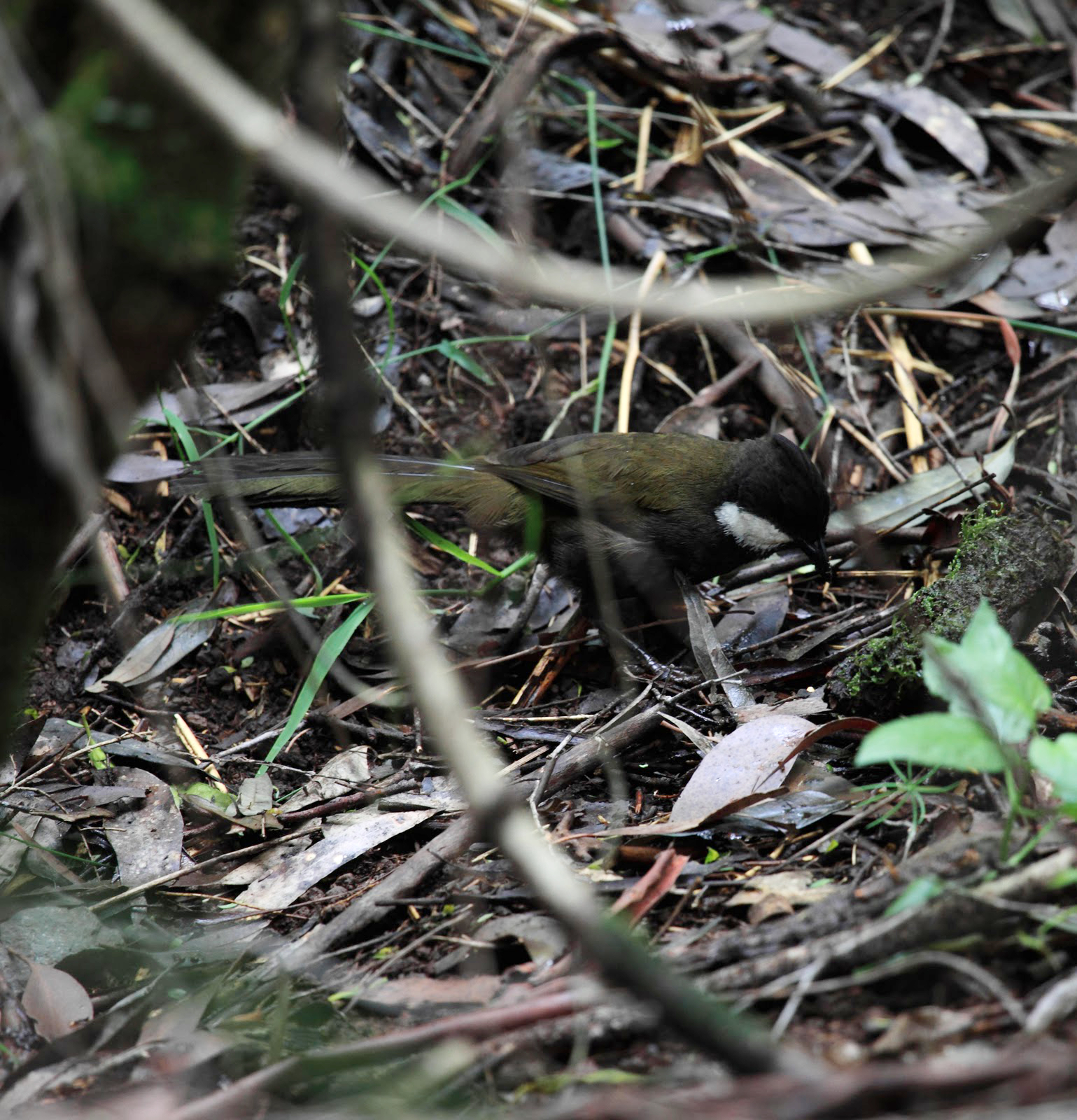
Maschio cerca il cibo nel Victoria.

La dieta di questi uccelli è essenzialmente insettivora, componendosi di insetti ed altri invertebrati rinvenuti sondando il terreno e la copertura di foglie e detriti con zampe e becco: più raramente, l'uccello frustino orientale può nutrirsi di piccoli vertebrati (rane e lucertole), semi, granglie e bacche.

### Riproduzione
La stagione degli amori va da luglio a febbraio, con picchi delle deposizioni in settembre-ottobre: si tratta di uccelli rigidamente monogami, che portano generalmente avanti più di una covata per stagione riproduttiva, se la disponibilità di cibo è sufficiente.

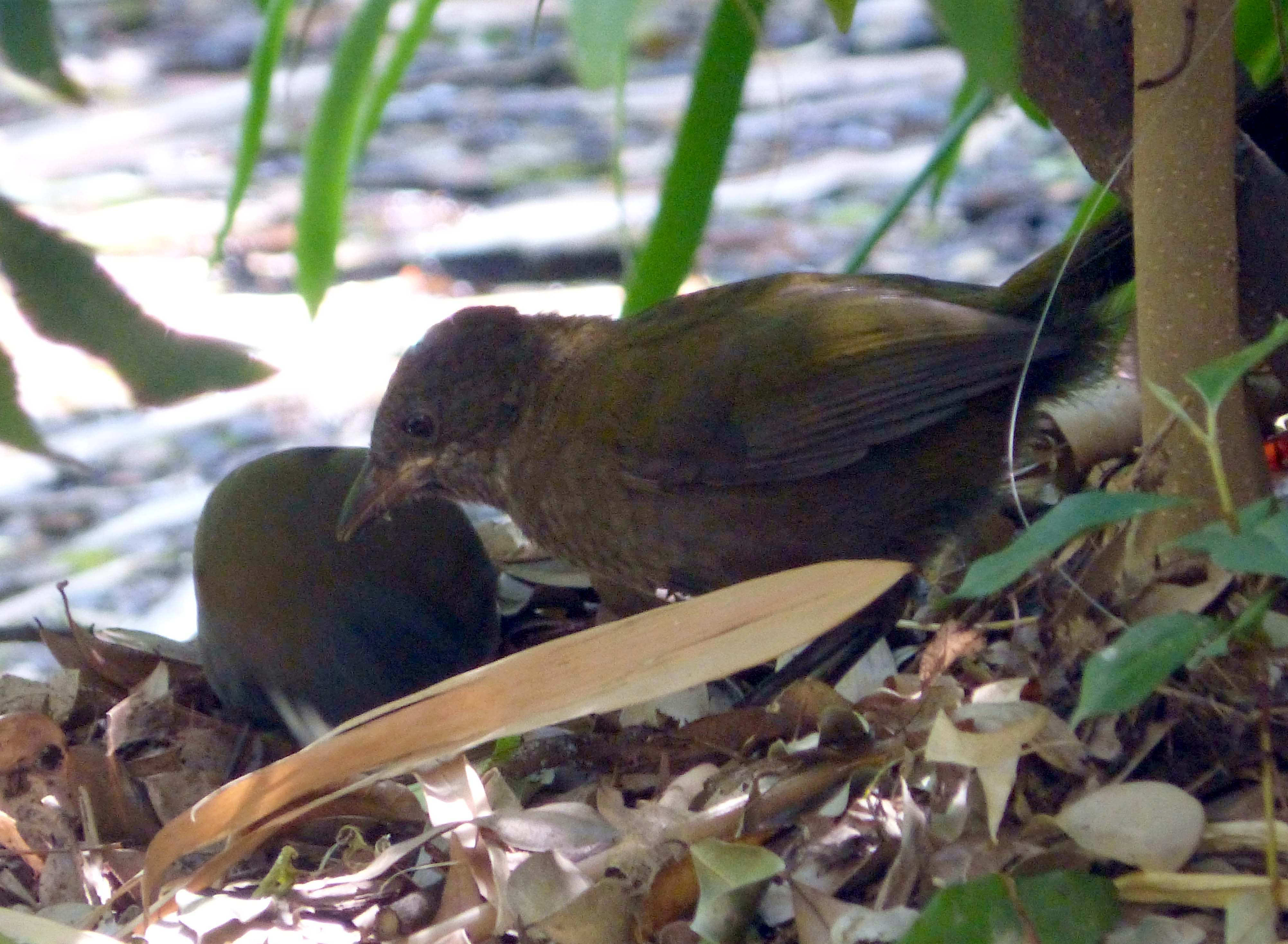
Giovane al suolo.

Il nido è a forma di coppa e viene costruito dalla femmina con rametti intrecciati fra i cespugli o i rami bassi degli alberi, fino a 4 m d'altezza dal suolo: al suo interno (foderato con fibre vegetali più soffici) vengono deposte 1-3 uova azzurrine con rade pezzature di colore bruno scuro, che essa provvede a covare (imbeccata frattanto dal maschio) per una ventina di giorni, al termine dei quali schiudono pulli ciechi ed implumi.

I nidiacei vengono nutriti dalla sola femmina per i primi giorni di vita, dopodiché ad essa si affianca il maschio: essi sono in grado d'involarsi attorno alle tre settimane di vita, tuttavia tendono a rimanere presso il nido ancora per un paio di mesi (chiedendo sempre più sporadicamente l'imbeccata al padre, che nel frattempo di norma sta assistendo la femmina nel portare avanti un'altra covata), prima di allontanarsene in maniera definitiva e disperdersi.

## Distribuzione e habitat

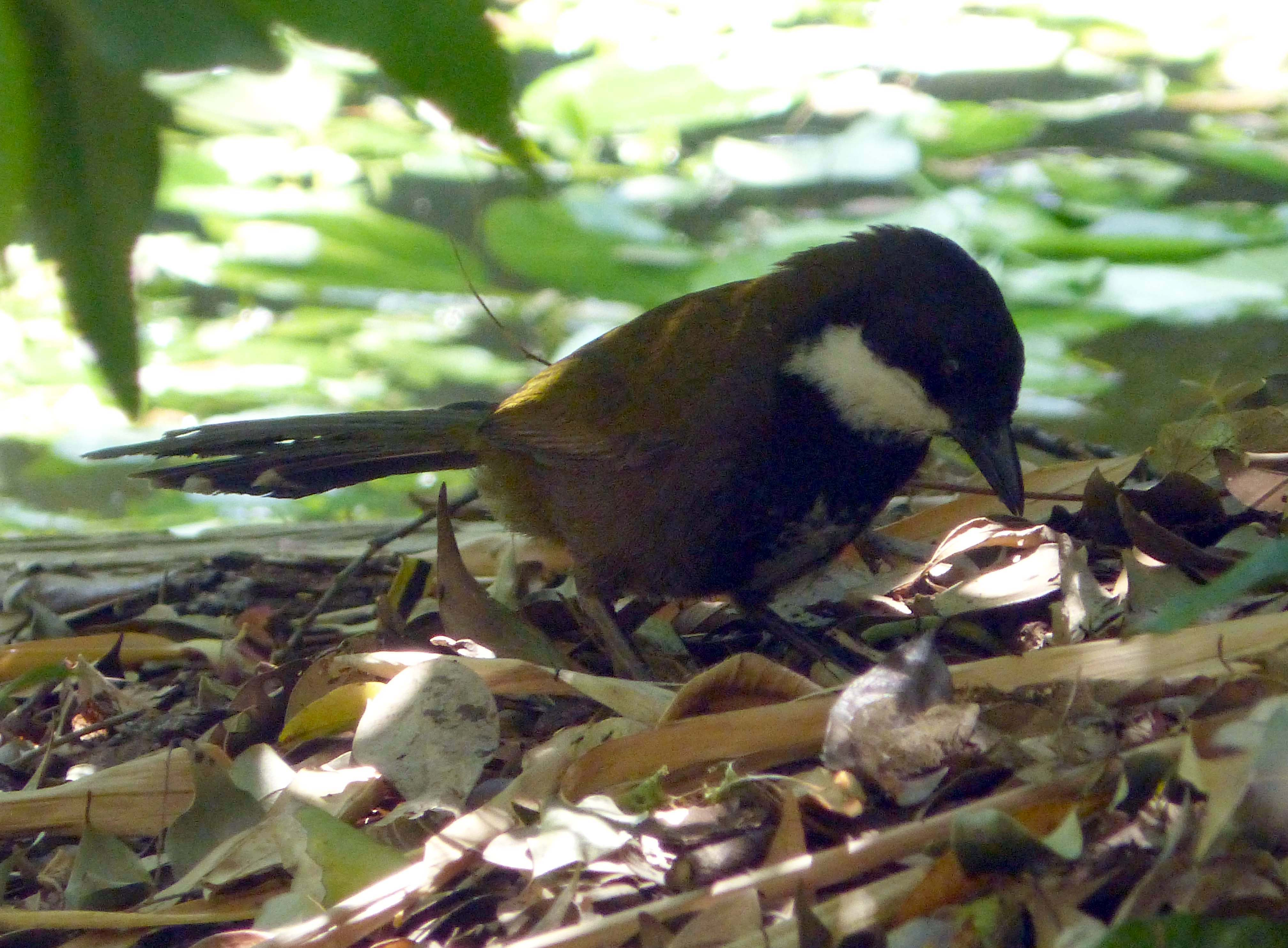
Maschio cerca il cibo al suolo a Brisbane.

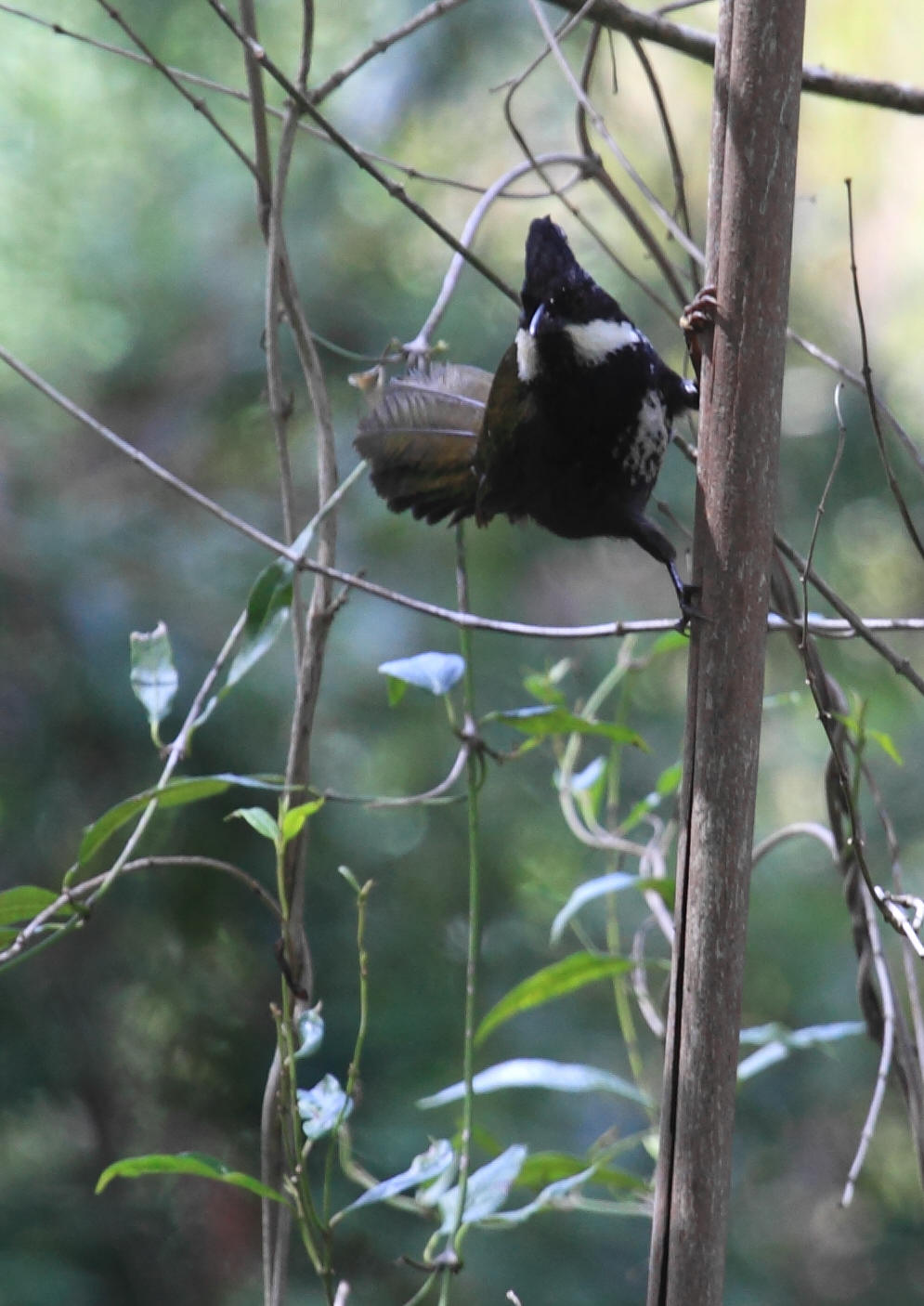
Esemplare su un ramo nel Queensland.

L'uccello frustino orientale è endemico dell'Australia, della qjuale (come intuibile dal nome comune) abita la fascia costiera orientale, dal Victoria sud-orientale all'area di Rockhampton e da qui, sebbene in maniera più sparsa, fino all'area di Cairns.
L'habitat di questi uccelli è rapprestato dalla foresta umida a sclerofillo con prevalenza di eucalipto, con presenza di denso sottobosco, con predilezione per le aree riparie.

## Tassonomia
Se ne riconoscono due sottospecie:
- Psophodes olivaceus olivaceus (Latham, 1801) - la sottospecie nominale, diffusa nel centro-sud dell'areale occupato dalla specie;
- Psophodes olivaceus lateralis North, 1897 - più piccola e bruna, diffusa nell'estremo nord dell'areale occupato dalla specie (fra Cooktown e Townsville) e sull'altopiano Atherton;

Alcuni autori riconoscerebbero inoltre una sottospecie magnirostris dell'area di Rockhampton, sinonimizzata con la nominale.